# Begonia pendula
Espèce
Begonia pendula est une espèce de plantes de la famille des Begoniaceae. Ce bégonia est originaire de Malaisie. L'espèce fait partie de la section Petermannia. Elle a été décrite en 1906 par Henry Nicholas Ridley (1855-1956). L'épithète spécifique pendula signifie « pendante », par allusion au port retombant de cette plante. 

## Description
Cette espèce décrite au début du XXe siècle ne doit pas être confondue avec les formes horticole de bégonias tubéreux à port retombant, dites « pendula ».

## Répartition géographique
Cette espèce est originaire du pays suivant : Malaisie.